# Eva (film din 2010)
Eva (cunoscut și ca Povestea unui secol) este un film românesc din 2010, regizat de Adrian Popovici. Rolurile principale sunt interpretate de Vincent Regan, Amy Hayes, Michael Ironside, Patrick Bergin, Emily Hamilton, Dustin Milligan, Maia Morgenstern, Vlad Rădescu și Claudiu Bleonț.
Filmul prezintă o poveste de dragoste între Eva și Tudor, care se desfășoară pe fundalul celui de-Al Doilea Război Mondial. El a avut premiera la 20 mai 2010 la Festivalul de Film de la Cannes.

## Rezumat
Conducându-și iubitul la gară, Eva Alion (Amy Beth Hayes) simte o neliniște inexplicabilă. În acea dimineață avusese loc o simulare de atac aerian. La despărțire, Tudor (Vincent Regan) îi spune că o va duce în America la mama lui după ce se va termina toată nebunia. În timp ce trenul pleca din gară, ea îi strigă că este însărcinată. La scurt timp, începe un bombardament aerian care devastează Bucureștiul, iar Eva își aduce aminte cum îl cunoscuse pe Tudor.
După moartea tatălui ei, Eva se mutase împreună cu mama ei, Maria (Maia Morgenstern), și cu sora ei mai mare, Betty (Emily Hamilton), în casa unchiului Alfonse (Michael Ironside), un maior de cavalerie lacom și fustangiu. Fiind doar tolerate acolo, cele două fete doreau să se mărite pentru a scăpa din casa maiorului. Alfons intrase într-o noapte în camera lui Betty și a profitat de ea, amenințând-o că le arunca pe toate trei în stradă dacă va spune cuiva ce s-a întâmplat. Betty îi mărturisește Evei, însă neagă povestea în fața mamei sale.
La 22 iunie 1936, în ziua în care a împlinit 16 ani, Eva l-a cunoscut pe Tudor, un bărbat tânăr care locuia în apropiere. El fusese plecat din țară și se întorsese acasă după câțiva ani ca un „fiu risipitor”. După moartea tatălui său, mama sa vânduse fabrica și plecase în America. Cu banii moșteniți, Tudor cumpărase o pădure și un gater, locuind într-o cabană de pe munte. Eva se îndrăgostește de Tudor de prima dată. Temându-se că maiorul ar putea încerca să o abuzeze și pe ea, Eva fuge din casă și se duce să-l caute pe Tudor în cabana de pe munte. La scurtă vreme, el primește o scrisoare din America prin care era anunțat că mama lui este bolnavă și pleacă, promițându-i Evei că se va căsători cu ea la întoarcerea în țară, adică peste o lună - o lună și jumătate. Până atunci, fata se întoarce în casa maiorului unde-și așteaptă iubitul. Lunile trec, dar Tudor nu-i trimite nicio scrisoare. Eva află de la maior că iubitul ei vânduse la plecare pădurea, gaterul și cabana și începe să se întrebe dacă Tudor se va mai întoarce vreodată.
Într-o noapte, pe când mama și sora ei se aflau pentru două zile la Câmpina, maiorul intră în camera Evei și încearcă să o violeze. Fata opune rezistență, împușcându-și unchiul în încăierare. Alfons este paralizat și internat la un sanatoriu. Eva este judecată și achitată de tribunal, jurații considerând-o nevinovată de acuzația de crimă. În timpul procesului, ea l-a cunoscut pe baronul Oswald von Seele (Patrick Bergin), consilier la Ambasada Germaniei în România, și s-a căsătorit cu el mai târziu, mutându-se la moșia Jungerwald.
Într-una din zile, la trei ani după plecarea sa, Tudor revine în România și o caută pe Eva, iar aceasta nu îi poate rezista și își părăsește soțul. Cei doi petrec o vară de neuitat la Constanța, dar Tudor o anunță că trebuie să plece la Marsilia, invocând afaceri urgente. La plecare, el îi dă un bilet de tren pentru București, cheile de la apartamentul său din cartierul Cotroceni și îi depune 5.000 de lei într-un cont bancar. În ciuda rugăminților ei de a nu o lăsa singură, Tudor pleacă. Eva rămâne însărcinată și pierde copilul. Sentimentele ei față de Tudor se transformă în ură pentru că i-a distrus viața, legând-o de un viitor nesigur. Deprimată, ea încearcă să se sinucidă, dar este salvată de Oswald, de care divorțase între timp.
Eva se mută din nou cu Oswald, iar mai târziu află că Tudor s-a întors în țară și o caută. Într-una din nopți, Tudor încearcă să intre pe furiș în casă, dar este împușcat de baron și grav rănit la braț. El pierde câțiva centimetri de os și se află în pericol de a paraliza. Eva îl îngrijește timp de câteva luni, iar Tudor se însănătoșește. Între timp, începe cel de-Al Doilea Război Mondial. O mașină a Ambasadei germane este atacată în Piața Lahovari de persoane necunoscute înarmate cu puști mitraliere, iar col. Rainer Krauss, atașatul militar, și șoferul sunt uciși, baronul Oswald von Seele fiind rănit la braț.
În iarna anului 1941, la scurtă vreme după atentat, Tudor pleacă din nou, de data aceasta la Lisabona. În valiză, Eva descoperă un pistol și începe să se teamă pentru viața lui. Simțindu-se singură, ea intră într-o organizație caritabilă înființată de Regina-mamă Elena a României și, la invitația medicului Gunther Bohm (Vlad Rădescu), se oferă ca asistentă medicală voluntară la Spitalul Militar. Acolo îl cunoaște pe Lucien (Dustin Milligan), un student la medicină, iar între ei se înfiripă o relație afectuoasă. Oswald pleacă într-o misiune la Cairo, lăsându-i înainte de plecare o sumă mare de bani. Ea află ulterior de la Gunther că fostul ei soț a fost ucis la Cairo, în împrejurări misterioase.
Cu banii primiți de la Oswald, Eva deschide la București un magazin de articole muzicale. Într-una din zile, pe când se întoarcea acasă, ea îl găsește pe Tudor care o aștepta. Dându-și seama că nu va fi pentru Eva mai mult decât un prieten, Lucien se înrolează în armată și este trimis pe front. Fiind căutat de serviciile secrete, Tudor o roagă pe Eva să îi facă rost de documente false pentru a putea părăsi țara. Cu o zi înainte de plecare, ea află că este, din nou, însărcinată și decide să nu îi spună pentru a nu-l face să își schimbe planurile. Eva îl conduce pe Tudor la gară și după urcarea lui în tren începe un bombardament aerian. La sfârșitul raidului aerian, clădirile din apropierea gării erau transformate în ruine, iar calea ferată era distrusă. Totul era în flăcări, iar de pretutindeni se auzeau strigăte de ajutor.
Eva îl caută disperată pe Tudor, dar nu îl găsește nici printre morți, nici printre supraviețuitori. În bombardamentul din 4 aprilie 1944 Gunther a fost rănit de un șrapnel și și-a pierdut ambii ochi. Lucien a murit pe front undeva în apropiere de Iași. Eva este abordată într-una din zilele următoare de un străin, pe care îl zărise de mai multe ori întâlnindu-se cu Tudor. Acesta îi spune că este în pericol de moarte și se oferă să o ajute să părăsească țara și să plece la mama lui Tudor din America. Eva și străinul pleacă din România cu un vapor, mituind un căpitan turc. Străinul, care era verișor cu Tudor, îi dezvăluie femeii unele secrete. Tudor fusese recrutat ca spion american și participase la atentatul din Piața Lahovari, dar nu l-a ucis pe Oswald, știind că acesta complota împotriva lui Hitler. Fostul ei soț lucra ca ofițer de informații în armata germană și fusese trimis de amiralul Wilhelm Canaris la Cairo pentru a negocia în secret capitularea Germaniei în fața Angliei. El a fost ucis acolo de Gestapo.

## Distribuție
| - Vincent Regan - Tudor - Amy Beth Hayes - Eva Alion (creditată Amy Hayes) - Michael Ironside - Alfonse, unchiul Evei - Patrick Bergin - baronul Oswald von Seele - Emily Hamilton - Betty, sora mai mare a Evei - Dustin Milligan - Lucien - Maia Morgenstern - Maria, mama Evei - Andrei Finți - Tiberiu Alion - Vlad Rădescu - medicul Gunther Bohm - Claudiu Bleonț - medicul care l-a operat pe Tudor | - Claudia Prec - Savina - Rusandra Enescu - Helga, soția lui Gunther - Claudiu Trandafir - judecătorul - Alin Olteanu - Constantin - Marius Chivu - Tache - Silvia Gîscă - Irena, servitoare în casa maiorului - Doru Cătănescu - Caramatis - Radu Bînzaru - președintele juriului - Andreea Grămoșteanu - Ioana - Radu Iacoban - Andrei Cantacuzino, pilot militar | - Irina Săulescu - Silvia, servitoare - Andrei Ionescu - Petre, șeful de sală de la restaurant - Gelu Nițu - preot ortodox - Attila Gasparik - Gheza, servitorul lui Oswald - Andras Demeter - polițist - Mihaela Rădescu - Martha - Mihai Niculescu - preot catolic - Coca Bloos - moașa (creditată Cornelia Bloos) - Mădălina Ghițescu - femeia slabă - Stacey L. Quinney - necunoscutul - Elias Ferkin - marinarul - Roxanna Ravenor Yamamoto - femeie în flăcări (nemenționată) - Bart Sidles (nemenționat) |

## Producție
Potrivit propriilor afirmații, regizorul Sergiu Nicolaescu și-a dorit la începuturile carierei sale să realizeze un film după romanul Întoarcerea fiului risipitor (1947), intitulat la o nouă reeditare Fiul risipitor, de Radu Tudoran. El considera însă că filmul era greu de realizat din cauza faptului că trebuia găsită o actriță care să reprezinte personajul principal feminin de la vârsta de 16 ani și până la 34 de ani sau cel puțin două actrițe care să semene între ele. Nicolaescu a afirmat ulterior că regretă că nu a făcut niciodată acest film.
Mai târziu, Radu-Aneste Petrescu, Adrian Popovici și Steve Attridge au scris un scenariu inspirat din romanul Fiul risipitor (1947) de Radu Tudoran. Filmul, care trebuia să poate inițial titlul de Povestea unui secol, a câștigat concursul de proiecte din 2005 al Centrului Național al Cinematografiei și i s-a acordat un credit financiar rambursabil fără dobândă în sumă de 430.000 RON. CNC și-a suplimentat apoi finanțarea la 6,5 milioane de lei.
Acest film a fost realizat cu susținerea Centrului Național al Cinematografiei și cu sprijinul Societății Române de Televiziune, Ogilvy Group - România, BV McCann-Erikson, Media Investment Communication, Optimum Media Direction, Artisfilmproduktion Gmbh, Transeuro Film & Lab și a Fundației Artis. El a fost produs de Artis Film Romania, producător executiv fiind Cornelia Paloș. Selecția actorilor a fost realizată de Jeremy Zimmermann și Manuel Puro. Cascadoriile au fost coordonate de Răzvan Puiu.
Filmul urma să înceapă, potrivit primei variante de scenariu, cu prezentarea Evei „ca o octogenară îmburghezită, fostă demimondenă de duzină, cu nașteri ratate și cu relații în cercurile înalte ale societății”. Rolul Evei la bătrânețe urma să fie interpretat de Vanessa Redgrave. Tudor ajungea la bătrânețe „un spion deplorabil, care dispare și reapare în jocul unor interese neclare”.
Filmările la Povestea unui secol au avut loc în septembrie - noiembrie 2007 și au durat 60 de zile. Primele cadre au fost filmate la 3 septembrie, la Sinaia, pe platoul Valea lui Bogdan. S-a filmat apoi la Căciulați, Căldărușani, pe litoralul Mării Negre și în studiourile Media Pro de la Buftea. La 2 octombrie 2007 au avut loc filmări pe faleza Cazinoului din Constanța, fiind aduse trăsuri din timpul celui de-al doilea război mondial, dar și costume din acea perioadă. Alte cadre au fost filmate pe podul de la Năvodari, dar și în localitatea Vadu.
Regizorul s-a declarat mulțumit de lucrul cu actorii străini, afirmând că nu a fost nevoie să le dea prea multe indicații. În plus, el a recunoscut că Michael Ironside i-a sugerat mai multe idei. Actrița britanică Vanessa Redgrave (n. 1937), laureată a unui premiu Oscar și a două Globuri de Aur, urma să filmeze în luna noiembrie ultimele cadre ale filmului. Regizorul a declarat că a ales-o pentru că „i se potrivește rolul”. Deși și-a dat acordul să apară în film, actrița a solicitat ca filmările sa fie amânate din cauza faptului că se simțea extrem de obosită după turneul de promovare a filmului «Atonement». Ea și-a amânat sosirea, iar cele trei zile de filmare în care urma să apară au fost decalate pentru perioada martie-aprilie 2008. Vanessa Redgrave trebuia să primească un onorariu de aproximativ 100.000 de euro. Din cauza apariției unor probleme de finanțare, s-a renunțat la apariția în film a actriței britanice, concomitent cu cea a fratelui său mai mic, Corin Redgrave (1939-2010), care urma să-l interpreteze pe Tudor la anii senectuții.
În martie 2008, filmul se afla în postproducție, lipsind doar cele trei zile de filmare cu Vanessa Redgrave, iar regizorul spera ca premiera să aibă loc în primavara anului 2009. Regizorul Adrian Popovici a declarat în aprilie 2008 că se investiseră până atunci aproximativ 1.600.000 de euro. Din cauza neînțelegerilor cu moștenitoarele lui Radu Tudoran, producția filmului a fost stopată, iar, potrivit Corneliei Paloș, varianta finală a filmului ar fi costat peste două milioane de euro. Scenariul a fost modificat, renunțându-se la scenele în care apărea Eva la senectute. După modificarea scenariului, denumirea producției cinematografice a fost schimbată din Povestea unui secol în Eva.
Premiera filmului în România a avut loc la 8 octombrie 2010, la cinematograful The Light Cinema din București, în cadrul Romania International Film Festival (Ro-IFF).

## Conflicte cu privire la scenariu
Diana Turconi-Bubenek, Daniela Coroiu și Cristina Coroiu, moștenitoarele scriitorului Radu Tudoran și deținătoarele drepturilor de autor asupra cărții Fiul risipitor, au citit scenariul și au considerat că „scenaristul nu a înțeles opera lui Radu Tudoran și a modificat trăirile personajelor, deformând substanțial concepția, gândurile și sensibilitatea marelui romancier”. Diana Turconi-Bubenek, prim-colaborator la Ambasada României pe lângă Sfântul Scaun, aprecia că scenariul „ștergea cu linii groase farmecul inefabil al personajelor și vulgariza întreaga atmosferă degajată de original. Opera scriitorului R. Tudoran apărea astfel modificată esențial și sărăcită de valoare estetică (...): Eva, simbol al feminității pline de grație, era înfățișată ca o bătrână îmburghezită, fostă demimondenă de duzină refugiată în SUA, misteriosul "fiu" se explica în pielea unui spion deplorabil, iar întregul rezulta penibil și neconvingător”.
Cele trei moștenitoare au susținut că mai întâi a fost scris scenariul filmului și abia apoi li s-a cerut acordul pentru realizarea de opere derivate și au solicitat în scris la 4 septembrie 2007 companiei Artis film Romania ltd., producătorilor Adrian Popovici și Cornelia Paloș, CNC, DACIN SARA și ORDA să oprească imediat filmările până la reglementarea raporturilor juridice între părți. Neprimind răspuns, ele au cerut în instanță suspendarea activităților privind realizarea filmului.
Regizorul Adrian Popovici s-a apărat, declarând că filmul nu este o ecranizare a cărții, iar scenariul conține doar câteva elemente inspirate din roman. El a precizat că moștenitoarele lui Radu Tudoran au deschis acțiune în instanță pentru că nu s-au înțeles cu compania producătoare cu privire la banii pe care urmau să îi primească. Cele trei moștenitoare ar fi cerut un procent din bugetul de producție, mai mare decât procentul maxim permis de lege pentru capitolul drepturi de autor.
În aprilie 2008, Tribunalul București a decis „suspendarea activităților privind realizarea filmului «Povestea unui secol» până la reglementarea între părți a raporturilor juridice privind drepturile de autor corespunzătoare operei «Fiul risipitor» de Radu Tudoran”. Regizorul a atacat cu recurs decizia la Curtea de Apel București.

## Recepție
Într-un articol publicat în revista „Dilema Veche”, jurnalistul Andrei Gorzo a criticat cu severitate acest film, considerându-l „un film complet lipsit de merite cinematografice; nu e cinema, ci umplutură destinată unor ochi lipsiți de discernământ (...) în care, la nivelul gîndirii cinematografice (și dramaturgice, și narative), nu se întâmplă niciodată nimic, nu mișcă nimic”. Scenariul este considerat a fi rudimentar, axat pe prezentarea continuă de evenimente, el nereușind să profite de materialul epic al romanului. Regizorul Adrian Popovici este acuzat că a extras o serie de materiale de bază ale genului (peisaje, mașini de epocă, cai) și le-a alăturat în mod neprofesionist. Imaginile cinematografice sunt apreciate a fi simpliste, „doar poze în mișcare cu niște actori și niște decoruri care încearcă să întrețină o ficțiune”. Directorul de imagine Mihail Sârbușcă este ironizat că și-a lingușit actorii cu un prost-gust prezent „poate doar în producțiile porno soft de pe Playboy TV”, proiectând asupra lor o „lumină siropos-diafană”. Filmul este interpretat în limba engleză, dar din cauza faptului că actorii sunt britanici, americani și români, există un amestec de accente. Unii actori români, din cauza necunoașterii suficiente a pronunției, Actorii români sunt acuzați că nu știu destul de bine limba engleză, produc confuzii lingvistice (medicul interpretat de Vlad Rădescu îi recomandă la un moment dat eroinei gravide să meargă doar pe la umbră, dar expresia „walk only in the shade” seamănă foarte mult cu „walk only in the shit”).
Opinia aspră a lui Gorzo nu a fost împărtășită și de alți critici. Călin Stănculescu considera filmul lui Adrian Popovici „o superbă poveste de dragoste inspirată de proza lui Radu Tudoran, cu o impresionantă distribuție internațională”.

## Premii
Filmul Eva a fost prezentat la diferite festivaluri de film:
- Festivalul de Film de la Cannes (20 mai 2010) [2]
- Festivalul Internațional de Film de la Monaco (3 decembrie 2010) [14]
- Festivalul Internațional de Film de la Cairo (9 decembrie 2010) [15]
- Festivalul Internațional al Filmului de Dragoste de la Mons - Belgia (18 - 25 februarie 2011) [13] - filmul a rulat în secțiunea Regards Croisés, în care au fost prezentate pelicule europene și nord-americane care nu au fost difuzate în sălile de cinema din Belgia [16]
- Festivalul de Film Istoric de la Râșnov (6-15 august 2011)

Eva a obținut unele premii și nominalizări și anume:
- Festivalul Internațional de Film de la Monaco (2-5 decembrie 2010) [14][17]
  - Premiul pentru cea mai bună imagine - Mihail Sârbușcă
  - Premiul pentru cea mai bună muzică originală - Adrian Popovici și Vlady Cnejevici
- Premiile Gopo 2011 (26 martie 2012)
  - Premiul Special MTV pentru cel mai bun sărut, votat pe mtv.ro – Vincent Regan și Amy Hayes din Eva, povestea unui secol - decernat la Gala Premiilor Gopo 2011 [18]
  - nominalizare la Premiul pentru cel mai bun machiaj și cea mai bună coafură (într-un lungmetraj de ficțiune) - Lidia Ivanov și Edwina Vodă pentru filmul Eva [19]
- Festivalul Național de Film Românesc de la Mamaia (12-17 iulie 2011) - organizat de Consiliul Județean Constanța, Fundația Fantasio Constanța și S.C. Aleea Film, cu sprijinul Centrului Național al Cinematografiei[20]
  - Premiul pentru cel mai bun machiaj - Edwina Vodă
  - Premiul pentru cele mai bune costume - Viorica Petrovici
  - Premiul pentru cea mai bună scenografie - Cristian Niculescu
  - nominalizare la Premiul pentru cea mai bună imagine - Mihail Sârbușcă
  - nominalizare la Premiul pentru cea mai bună actriță - Emily Hamilton

Ca urmare a faptului că filmul Eva a fost selecționat la Festivalul Internațional de Film de la Cairo, Consiliul de Administrație al Centrului Național al Cinematografiei i-a acordat producătorului filmului (SC Artis Film Romania SRL) un sprijin financiar nerambursabil în sumă de 257.049 lei pentru producția filmului Cernozaurii  și un alt sprijin financiar în aceeași sumă pentru producția filmului Se caută o mamă.
În unele publicații s-a vehiculat zvonul că filmul Eva ar fi fost invitat să candideze la Premiul Oscar pentru cea mai bună coloană sonoră, iar, în ședința sa din 1 aprilie 2010, Consiliul de Administrație al CNC a furnizat în acest scop un buget de promovare de 222.700 de lei (aproximativ 50.000 de euro).

## Vezi și
- Listă de filme românești despre cel de-al Doilea Război Mondial